# HD 181409
HD 181409，又名BD+33 3409，SAO 68125、HR 7335，是一颗恒星，视星等为6.6，位于銀經65.8，銀緯9.3，其B1900.0坐标为赤經19h 15m 19.3s，赤緯+33° 9.3′ 21″。